# Acrojana splendida
Acrojana splendida là một loài bướm đêm thuộc họ Eupterotidae. Loài này được Rothschild mô tả năm 1917. Loài này có ở Ghana và Sierra Leone.